# The Agonist
The Agonist (tidigare The Tempest) är ett metalcoreband från Montréal, Kanada som bildades 2004. Bandet består av sångerskan Vicky Psarakis, gitarristen Danny Marino, basisten Chris Kells samt trummisen Simon McKay. The Agonist släppte sitt debutalbum, Once Only Imagined, 2007. Deras andra album, Lullabies for the Dormant Mind, släpptes 2009 och blandar även spår från deathcore och melodisk death metal. The Agonist ligger på det populära metal-skivbolaget Century Media Records, tillsammans med band som Angelus Apatrida, Arch Enemy, Dark Tranquillity och Lacuna Coil. Alissa White-Gluz brukar ha ett svart kryss på handen som representerar Straight Edge. 
Den tidigare ångerskan och textförfattaren Alissa White-Gluz kännetecknades främst på sin aggressiva sångstil samt på sitt blåfärgade hår. White-Gluz lämnade The Agonist våren 2014 för att ta över sången efter Angela Gossow i Arch Enemy

## Medlemmar

### Nuvarande medlemmar
- Chris Kells – basgitarr, bakgrundssång (2004– )
- Danny Marino – gitarr (2004– )
- Simon McKay – trummor (2007– )
- Pascal Jobin – gitarr (2010– )
- Vicky Psarakis – sång (2014– )

### Tidigare medlemmar
- Derek Nadon – trummor (2004–2007)
- Alissa White-Gluz – sång (2004–2014)
- Andrew Tapley – gitarr (2007–2008)
- Chris Adolph – gitarr (2009–2009)

### Live-medlemmar
- Pascal Jobin – gitarr (2011)
- Justin Deguire – gitarr (2011)

## Diskografi

### Studioalbum
- 2007 – Once Only Imagined
- 2009 – Lullabies for the Dormant Mind
- 2012 – Prisoners
- 2015 – Eye of Providence
- 2016 – Five
- 2019 – Orphans

### Singlar
- 2007 – "Business Suits and Combat Boots"
- 2009 – "...And Their Eulogies Sang Me to Sleep"
- 2009 – "Thank You, Pain"
- 2009 – "Birds Elope with the Sun"